# Hits (альбом New Found Glory)
Hits — збірка найкращих пісень американського поп-панк гурту New Found Glory. Виданий 18 березня 2008 року на Geffen Records . До альбому увійшло одинадцять треків, включаючи пісню в другої сторони альбому Catalyst. Перший трек під назвою «Situations» був написаний для MTV, протее ніколи до цього не видавався. У червні 2007 року гурт вирішив видати його на AbsolutePunk.net для підтримки свого виступу на фестивалі Warped Tour. До диску йшов буклет, до якого Чед Гілберт написав привітання. Також до буклету увійшли фотографії зі особистого архіву учасників гурту . 

## Список пісень
Автор музики і слів New Found Glory. 
| Hits  | Hits                       | Hits                | Hits       |
| #     | Назва                      | З альбому           | Тривалість |
| ----- | -------------------------- | ------------------- | ---------- |
| 1.    | «Situations»               | Раніше не видавався | 3:27       |
| 2.    | «Hit or Miss»              | New Found Glory     | 3:23       |
| 3.    | «Dressed to Kill»          | New Found Glory     | 3:29       |
| 4.    | «My Friends Over You»      | Sticks and Stones   | 3:42       |
| 5.    | «Head on Collision»        | Sticks and Stones   | 3:47       |
| 6.    | «Understatement»           | Sticks and Stones   | 3:12       |
| 7.    | «All Downhill from Here»   | Catalyst            | 3:12       |
| 8.    | «I Don't Wanna Know»       | Catalyst            | 3:32       |
| 9.    | «Failure's Not Flattering» | Catalyst            | 3:55       |
| 10.   | «It's Not Your Fault»      | Coming Home         | 3:38       |
| 11.   | «Hold My Hand»             | Coming Home         | 3:43       |
| 12.   | «Constant Static»          | Catalyst (b-side)   | 3:18       |
| 42:18 |                            |                     |            |

| Бонус-треки у японському виданні | Бонус-треки у японському виданні | Бонус-треки у японському виданні          | Бонус-треки у японському виданні |
| #                                | Назва                            | З альбому                                 | Тривалість                       |
| -------------------------------- | -------------------------------- | ----------------------------------------- | -------------------------------- |
| 13.                              | «Over Me»                        | Coming Home (b-side)                      | 2:48                             |
| 14.                              | «Truth of My Youth»              | Catalyst                                  | 3:03                             |
| 15.                              | «Ex-Miss»                        | A Santa Cause: It's a Punk Rock Christmas | 3:36                             |
| 51:45                            |                                  |                                           |                                  |

## Учасники

### New Found Glory
- Джордан Пандік — вокал
- Чед Гілберт — гітара
- Стів Кляйн — гітара
- Іан Грашка — бас-гітара
- Кір Болукі — ударні